# كتر خيري (أغنية)
كتر خيري أغنية للفنانة شيرين من ألبومها حبيت. الأغنية من تأليف نادر عبد الله وألحان تامر علي وقد تم تصوير الأغنية على هيئة فيديو كليب من إخراج سعيد الماروق.